# Ernst Ludwig Gerber

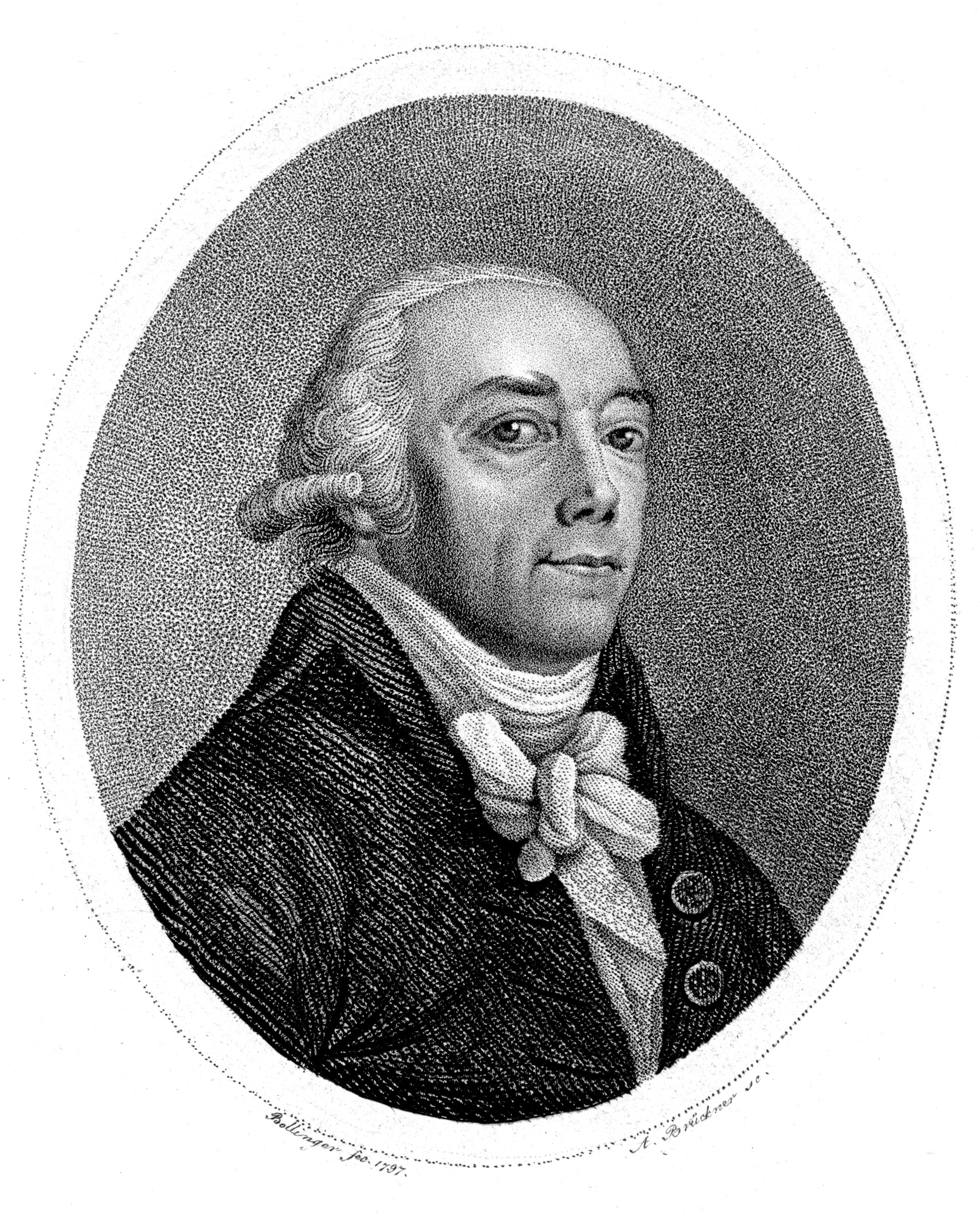
Ernst Ludwig Gerber.

Ernst Ludwig Gerber, född 29 september 1746 i Sondershausen, död 30 juni 1819 i Sondershausen, var en tysk kompositör och musikskriftställare.
Gerber fick sin första musikundervisning av sin far. Han påbörjade 1765 juridikstudier i Leipzig, men sysslade huvudsakligen med komposition. År 1768 hade hans första verk premiär. Ett år senare flyttade han hem och blev musiklärare för furstens barn. År 1775 blev han hovorganist och hovsekreterare efter sin far.
Hans huvudarbete är Historisch-biographisches Lexikon der Tonkünstler (2 band, 1791-1792) senare fullständigad genom Neues historisch-biographisches Lexikon der Tonkünstler  (4 band, 1812-1814). I bihang till dem förtecknade Gerber många tonsättarporträtt och nyare uppfinningar inom instrumenttillverkningen samt beskrev berömda orglar.